# Lupanare
I lupanari (dal latino lupa = prostituta) erano, nel corso di tutta l'epoca romana, i luoghi deputati al piacere sessuale mercenario, ovvero delle vere e proprie case di tolleranza. Alcuni sono tuttora visibili nelle rovine dell'antica Pompei.

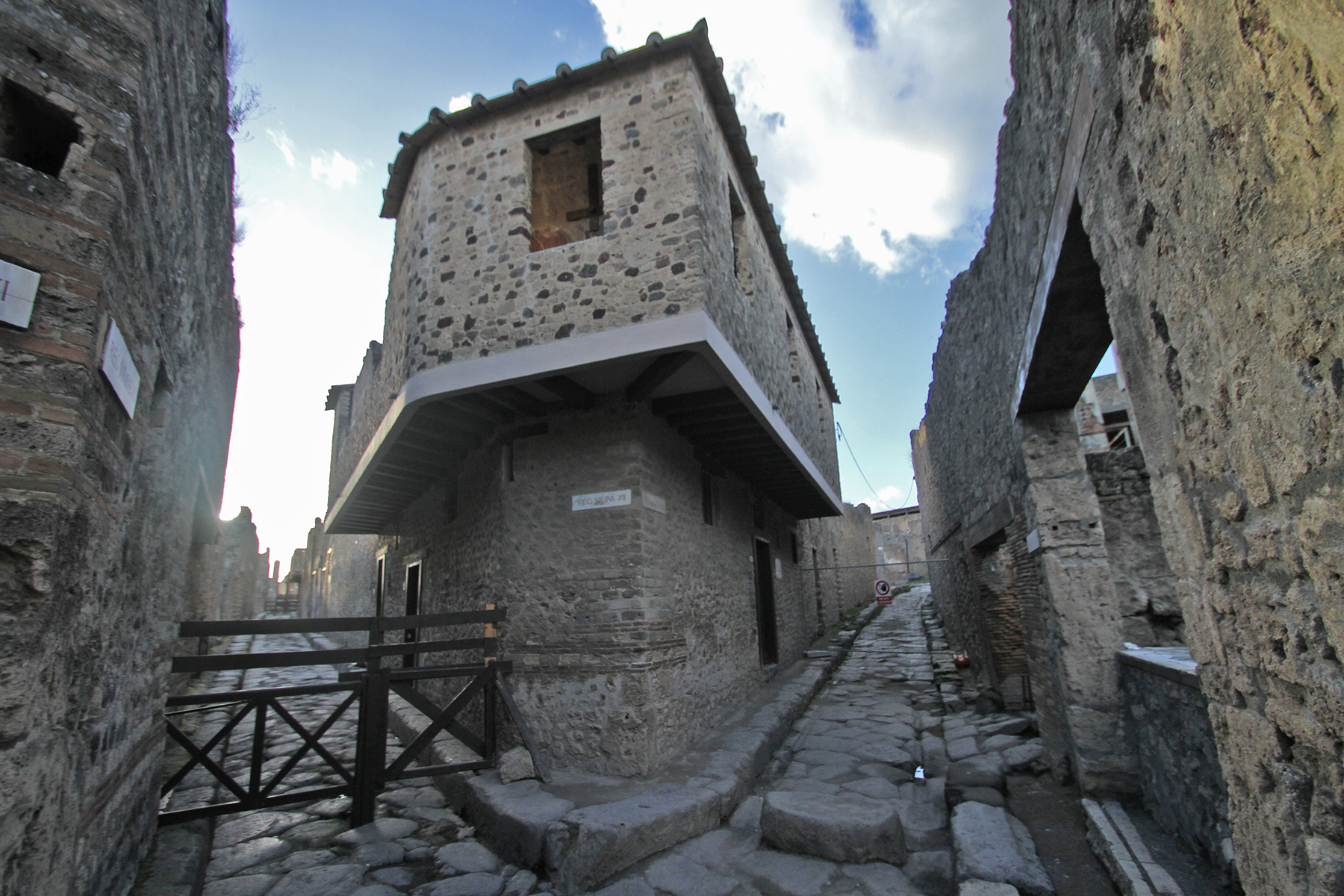
Un lupanare negli scavi di Pompei

## Il culto di Lupa
Le prostitute venivano chiamate con diversi termini: meretrices (dal verbo merere, guadagnare), ambulatrices (passeggiatrici), fornicatrices (quelle che esercitavano sotto i fornices, i ponti), noctilucae ("lucciole") e lupae ("lupe").
Nel bacino del Mediterraneo prima della fondazione di Roma veniva praticata quella che fu chiamata la "prostituzione sacra" associata al culto della dea Lupa, un'antica divinità accomunata alla "Grande Madre", praticato da giovani vergini, libere o schiave, o da sacerdotesse chiamate "lupe". Nei templi della dea innalzati presso i trivii si praticava la ierodulia (da hieròn = tempio e doulìa = servitù) che simboleggiava la ierogamia (da hieròs = sacro e gamos = matrimonio), un rito dedicato alla fertilità propiziata dall'amplesso degli uomini con la divinità.
Con la decadenza di questi antichi culti il nome di "lupe" venne trasferito alle comuni prostitute e ai lupanari.
I Romani sostituirono il culto di Lupa con le Lupercalia, feste intitolate al dio Luperco, in cui si celebrava un rito dedicato anch'esso alla fertilità con praticanti che impersonavano contemporaneamente le capre e i lupi.

## I lupanari di Pompei
A Pompei nella Regio VII, 12, 18, è rimasta traccia di due tenutari, Victor e Africanus che, prima della distruzione della città, avvenuta a causa dell'eruzione del Vesuvio (79 d.C.), gestivano un bordello molto florido che era uno dei circa venticinque, collocati soprattutto nei pressi di incroci con strade secondarie. 
Rilevante il numero dei bordelli presenti a Pompei, una città di 8000-10000 abitanti in confronto ad esempio alla più popolosa Roma dove se ne contavano nel IV secolo  "solo" 45 o 46: in realtà nei registri regionali non si teneva conto di quelli che erano mascherati da osterie; nel numero, poi, bisogna contare anche quelli situati in campagna dove i possidenti integravano il loro guadagni aprendo lupanari.

## I bordelli

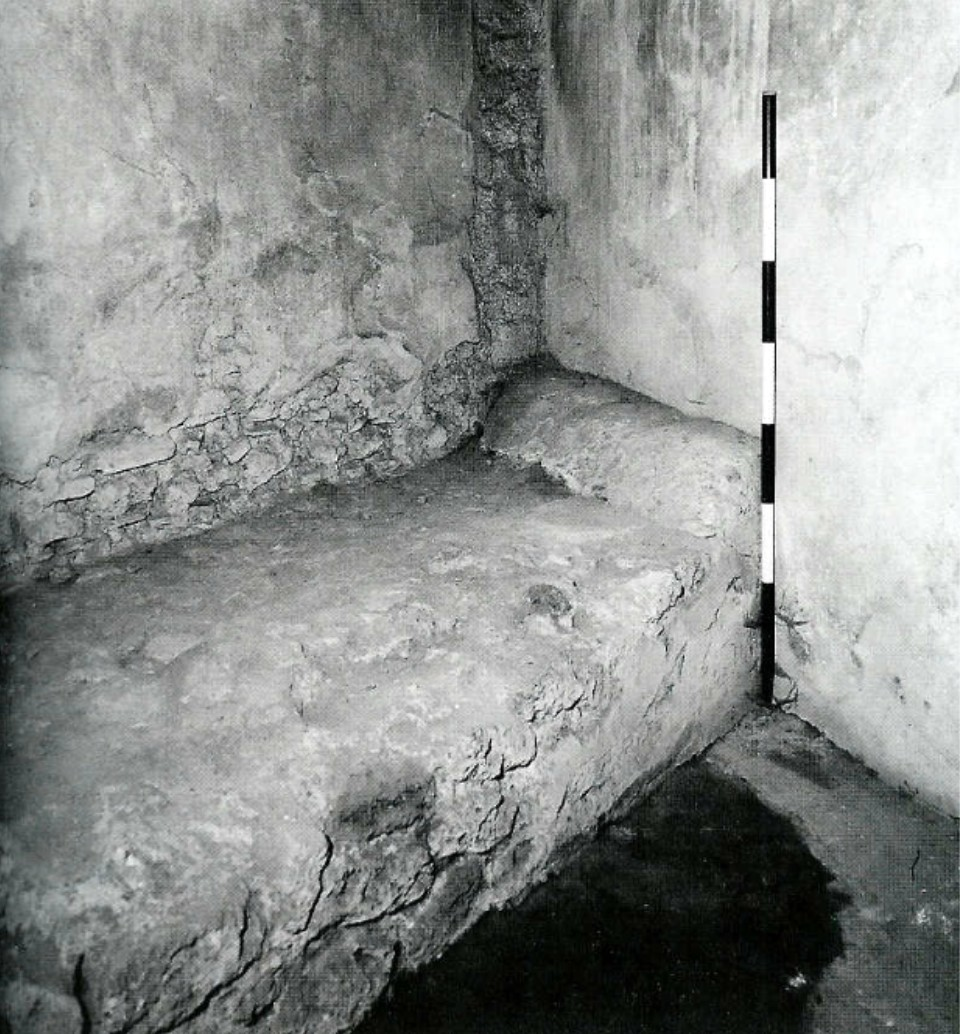
Interno di un lupanare a Pompei

La maggior parte dei bordelli erano costituiti da una semplice camera sul retro di una locanda ed erano frequentati generalmente dal popolo minuto che profittava del basso prezzo a cui erano offerte queste prestazioni sessuali.
Lo spazio dedicato alle camere era sfruttato al massimo: vi era un letto rialzato in muratura sul quale era posto un corto e resistente materasso. L'ambiente era spesso sporco e affumicato dal fumo delle lanterne.
Sui muri sono rimaste le impronte delle scarpe dei clienti che sbrigativamente soddisfacevano le loro necessità. L'unico ornamento delle cellae erano le pitture murali erotiche (con raffigurate le specialità delle ragazze) a decorazione dell'ingresso e delle porte.
Nelle camere delle prostitute si poteva accedere direttamente dalla strada oppure, quando erano situate al primo piano, di un'insula, tramite una scala esterna. Talvolta solo una tenda separava la stanza dalla strada.
Hic ego puellas multas futui. «Qui ho fottuto molte fanciulle»

Hic ego, cum veni, futui, deinde redei domum. «Qui io, dopo il mio arrivo, ho fottuto; dopo me ne sono ritornato a casa»

Fututa sum hic. «Qui sono stata fottuta»

Myrtis, bene felas. «Myrtis, tu succhi bene»

Hinc ego nun futui formosam puellam laudatam a multis, sed lutus intus erat. «Qui ho appena fottuto una bella fanciulla lodata da molti, ma dentro era fangosa»

(CIL, IV 2175; 2246; 2217; 2273; 1516)
Sulla porta della cella era riportato il nome della donna e il prezzo della prestazione e un cartello di occupata serviva ad avvertire di aspettare il suo turno il nuovo cliente che ingannava il tempo scrivendo sui muri.
La maggior parte dei bordelli erano una sorta di piccole aziende dove il padrone faceva lavorare due o tre schiave come prostitute oppure ricavava un reddito con l'affitto della cella meretricia a donne libere.
Il bordello era spesso segnalato all'esterno da insegne molto esplicite:
- un fallo e la scritta: Hic habitat felicitas. «Qui abita la felicità»[10];
- quattro falli e un bussolotto per il gioco dei dadi;
- le tre Grazie assieme a una donna più anziana e la scritta ad sorores IIII. «dalle quattro sorelle».[11]

Un modo molto usato per attirare i clienti da parte delle prostitute era quello di vantare la propria "merce" in strada davanti al bordello oppure offrirsi nude, o con una veste trasparente, da una finestra alla vista di chi passava.

## I bordelli a Roma
Le zone in Roma dove erano più diffusi i bordelli erano la Suburra, abitata dalla plebe, o i luoghi circostanti il Circo Massimo: «per andare al circo occorre passare dal bordello» si lamentava il cristiano Cipriano.
Proprio in quella zona, vicina al palazzo imperiale, la moglie dell'imperatore Claudio, Messalina, aveva la sua cella riservata dove a buon prezzo si prostituiva con lo pseudonimo di Lycisca, finché «esausta per gli amplessi, ma mai soddisfatta, rincasava: con le guance orribilmente annerite e deturpata dalla fuliggine delle lampade, portava la puzza di bordello nel letto dell'imperatore».
Per evitare «il volgare e sudicio bordello» i romani più ricchi si facevano portare le prostitute in casa ma vi erano anche locali per gli uomini "migliori" come il lupanare costruito sul Palatino, di proprietà dell'imperatore Caligola, dove esercitavano donne di classe e fanciulli liberi le cui prestazioni venivano pubblicizzate al foro da un dipendente imperiale che «invitava giovani e vecchi a soddisfare le loro voglie».

## Il giudizio morale
Si sbaglierebbe a pensare che nella Roma antica fosse considerata moralmente negativa la prostituzione o chi frequentava i bordelli, anche se qualche patrizio preferiva non farsi riconoscere servendosi di una parrucca e coprendosi il volto con un cappuccio.
La prostituzione in genere era considerata un fatto normale e naturale fin dai tempi del severo conservatore degli antichi costumi Catone il censore (234 a.C. circa – 149 a.C.) il quale vedendo uscire un giovane da un bordello si congratulò con lui perché in modo così tranquillo soddisfaceva i suoi istinti. Notando però, diverse altre volte lo stesso giovane, nella medesima occasione, gli disse: «Ti ho elogiato perché ci sei venuto, non perché ci abiti».